# Epimecia dalmatica
Epimecia dalmatica là một loài bướm đêm trong họ Noctuidae.